# Jaki Byard
Jaki Byard (John Arthur Byard, Jr.; * 15. Juni 1922 in Worcester, Massachusetts; † 11. Februar 1999 in Boston, Massachusetts) war ein US-amerikanischer Jazzmusiker (zunächst Saxophonist, dann Pianist) und Komponist.

## Leben und Wirken
Byard war ein Sohn des Posaunisten John Byard, der auch in der Band von Miriam „Mamie“ Moffitt spielte. Im Alter von acht Jahren hatte er den ersten Klavierunterricht, als Sechzehnjähriger sein erstes professionelles Engagement. Während des Zweiten Weltkrieges lernte er Earl Bostic kennen, mit dem er später zusammenarbeitete. Ende der 1940er Jahre erhielt er einen Vertrag mit Prestige Records, der es ihm erlaubte, zahlreiche seiner Kompositionen einzuspielen.
Seit 1955 wirkte er in Herb Pomeroys Band als Saxophonist und Komponist. 1958 spielte er sein erstes Soloalbum als Pianist ein – Blues for Smoke. 1959 ging er nach New York, wo er zunächst mit Maynard Ferguson, dann mit der Band von Charles Mingus zusammenarbeitete, in der Musiker wie Eric Dolphy, Clifford Jordan, Johnny Coles und Bobby Jones mitwirkten. Mit Mingus ging er 1964 auf Europatournee („The Great Concert, Paris 1964“, CD).
In der Folgezeit begann er an eigenen Kompositionen zu arbeiten und engagierte hierzu Musiker wie Ron Carter, Ray Nance, George Benson und Rahsaan Roland Kirk. 1966 erhielt er den Down Beat Jazz Poll Award. Seit 1969 unterrichtete er am New England Conservatory, später auch an der University of Hartford und der Manhattan School of Music. 1970 tourte er erneut mit Charles Mingus; in Paris entstand dabei das Mingus-Album Blue Bird. Mitte der 1970er Jahre gründete er die The Apollo Stompers, die 1979 als Best House Band in New York ausgezeichnet wurde.
Byard wurde am 11. Februar 1999 in seiner Wohnung, möglicherweise von einem Einbrecher, erschossen.

## Diskographische Hinweise
- Out Front!, mit Booker Ervin, Ron Carter und Roy Haynes, 1961
- Hi-Fly, mit Ron Carter und Pete LaRoca, 1962
- Fuchsia Swing Song, mit Sam Rives, Ron Carter und Tony Williams, 1964
- The Jaki Byard Quartet Live!, 1965
- Rip, Rig and Panic, 1965, mit Roland Kirk, Elvin Jones
- Freedom Together!, mit Richard Davis und Junior Parker, 1966
- Sunshine Of My Soul, mit Elvin Jones und David Izenzon, 1967
- Jaki Byard With Strings, 1968
- The Jaki Byard Experience, mit Roland Kirk, Richard Davis und Alan Dawson, 1968
- Solo Piano, 1969
- Parisian Solos, rec. 1971, ed. 2016
- Family Man, 1978
- Tommy Flangan & Jaki Byard: The Magic of 2, 1982
- On The Spot!, mit Jimmy Owens, Paul Chambers, Billy Higgins und Alan Dawson, 1999
- The Last From Lennie's, mit Joe Farrell, George Tucker und Alan Dawson, 2003
- Tommy Flanagan/Jaki Byard: The Magic of 2, 1980, ed. 2013
- Howard Riley: Feathers with Jaki (1993)

## Lexigraphische Artikel
- Ian Carr, Digby Fairweather, Brian Priestley: Rough Guide Jazz. Der ultimative Führer zur Jazzmusik. 1700 Künstler und Bands von den Anfängen bis heute. Metzler, Stuttgart/Weimar 1999, ISBN 3-476-01584-X.
- Martin Kunzler: Jazz-Lexikon. Band 1: A–L (= rororo-Sachbuch. Bd. 16512). 2. Auflage. Rowohlt, Reinbek bei Hamburg 2004, ISBN 3-499-16512-0.